# Mike Krzyzewski
Michael William 'Mike' Krzyzewski, często nazywany Coach K (ur. 13 lutego 1947 w Chicago) – amerykański trener koszykówki pochodzenia polskiego. Aktualnie prowadzi uniwersytecką drużynę Duke Blue Devils oraz reprezentację narodową Stanów Zjednoczonych w koszykówce mężczyzn.

## Kariera zawodnicza
Jego dziadkowie ze strony matki przeprowadzili się do Keisterville w stanie Pensylwania. Mike ukończył Weber High School w Chicago, a następnie zdał do słynnej Akademii w West Point. Zaczął tam grać w koszykówkę, będąc kapitanem drużyny Armii amerykańskiej w sezonie 1968–1969.

## Kariera trenerska
Po zakończeniu kariery zawodniczej Mike Krzyzewski zaczął trenować drużyny w akademiach wojskowych: Indiana Hoosiers (1974-1975, asystent) oraz Army Black Knights (1975-1980). Od 1980 roku trenuje drużynę Duke Blue Devils.
Poprowadził tę drużynę do czterech tytułów mistrzowskich i jedenastu finałów. Trzykrotnie (1989, 1992 i 1999) otrzymał tytuł najlepszego trenera drużyn uniwersyteckich (Naismith Men's College Coach of the Year Award). Nie zdecydował się na karierę trenerską w NBA mimo kilkukrotnych propozycji.

### Reprezentacja USA

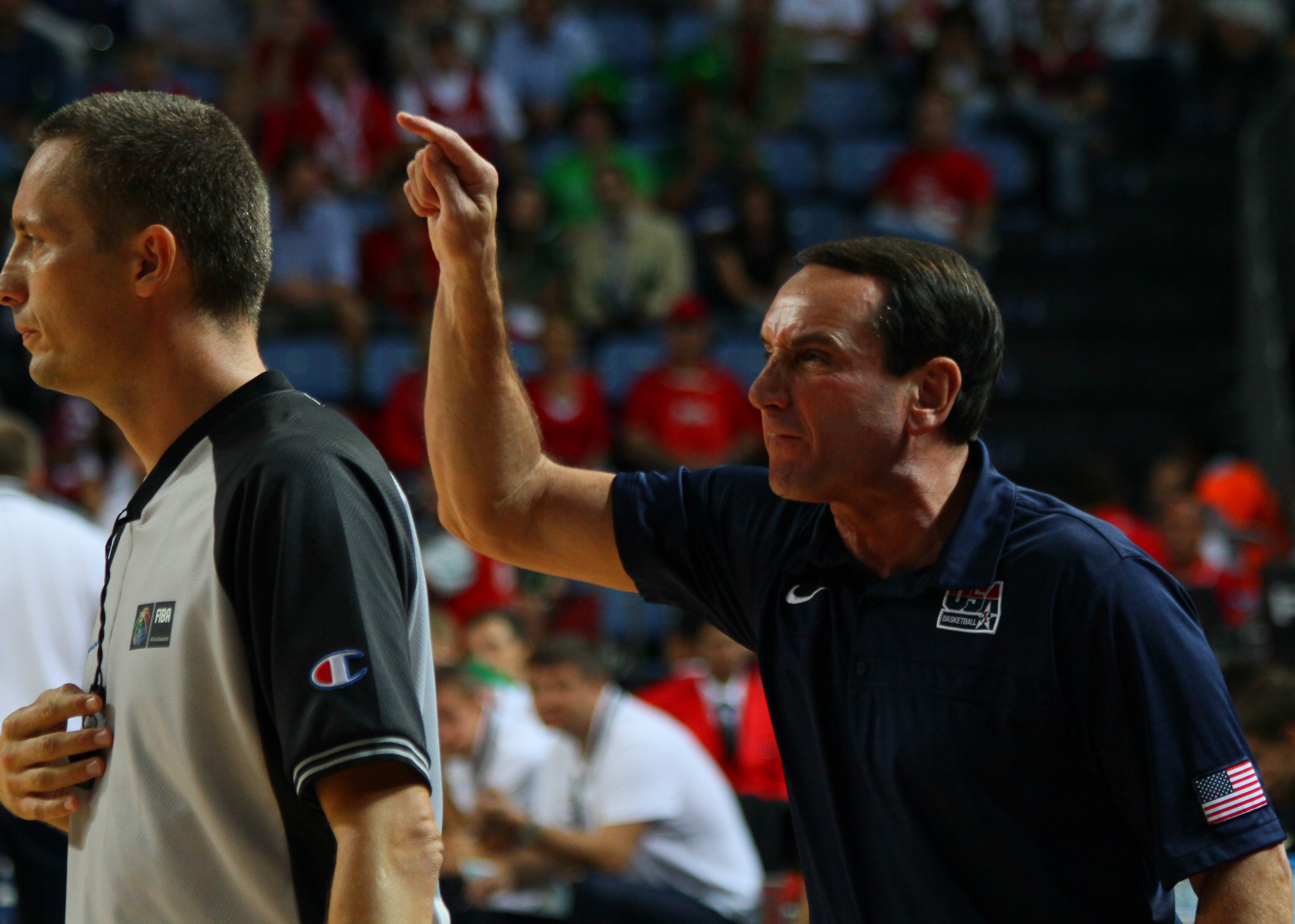
Mike Krzyzewski

Kilkakrotnie za to trenował drużynę narodową USA. W 1990 prowadzona przez niego drużyna zdobyła brązowy medal Mistrzostw Świata w Argentynie. Pierwszy udział Krzyzewskiego na olimpiadzie miał miejsce podczas turnieju 1984 w Los Angeles. Na olimpiadzie w Barcelonie w 1992 roku także był jednym z asystentów, w tym trenera Chucka Daly'ego, prowadzącego pierwszy skład Dream Team.
W 2006 roku jako pierwszy trener powtórzył sukces sprzed szesnastu lat, zdobywając brąz na Mistrzostwach Świata w Japonii. W 2007 doprowadził reprezentację do Mistrzostwa Ameryk. W 2008 roku na olimpiadzie w Pekinie był już pierwszym trenerem reprezentacji, a prowadzona przez niego drużyna zdobyła złoty medal. W 2010 roku na Mistrzostwach Świata w Turcji jego drużyna zdobyła złoty medal, a dwa lata później obroniła olimpijskie złoto turnieju olimpijskim w Londynie. W 2014 r. w Hiszpanii ponownie zostali mistrzami świata.
W 2001 został przyjęty w poczet członków Basketball Hall of Fame. 2 czerwca 2021 Krzyzewski ogłosił, iż sezon 2021/2022 będzie jego ostatnim w trenerskiej karierze.

## Życie prywatne
Mike Krzyzewski jest od 1969 roku żonaty z Carol "Mickie" Marsh, z którą ma trzy córki i ośmioro wnucząt.